# Aonidiella misrae
Aonidiella misrae är en insektsart som beskrevs av Robert Malcolm Laing 1929. Aonidiella misrae ingår i släktet Aonidiella och familjen pansarsköldlöss. Inga underarter finns listade i Catalogue of Life.